# Eulithis lunulata
Eulithis lunulata là một loài bướm đêm trong họ Geometridae.